# Heinz Bertschi
Heinz Bertschi (Soletta, 25 febbraio 1939 – 24 luglio 2016) è stato un calciatore svizzero, di ruolo attaccante.

## Palmarès

### Club

#### Competizioni nazionali
- Campionato svizzero: 1

La Chaux-de-Fonds: 1963-1964
- Coppa Svizzera: 1

La Chaux-de-Fonds: 1960-1961